# Sibilla Tiburtina
(Dante, Paradiso, XXXIII, 64-66)

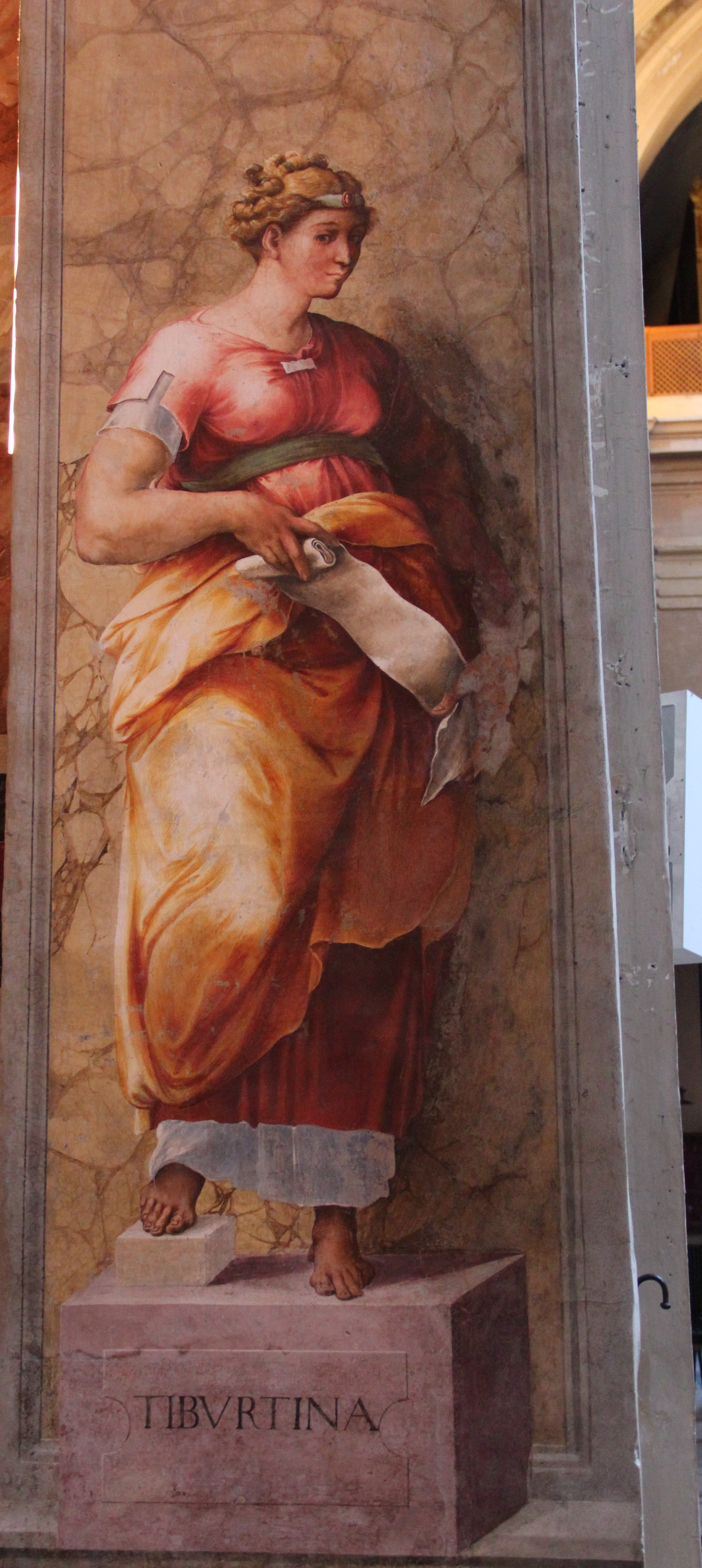
La Sibilla Tiburtina, Cappella Marciac, Chiesa di Trinità dei Monti, Roma, sec. XVI, anonimo.

In mitologia, la Sibilla Tiburtina è una delle profetesse dell'antichità classica, passata poi anche nella tradizione cristiana, in quanto avrebbe predetto la nascita di Cristo.

## Nella mitologia romana

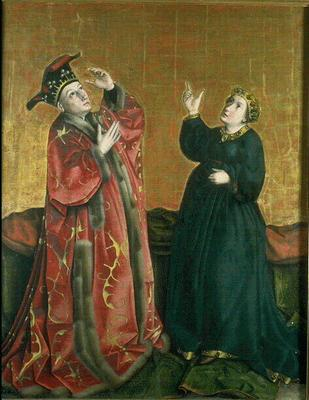
L'imperatore Augusto e la Sibilla Tiburtina, 1435, Musée des Beaux-Arts di Dijon.

Varrone la inserisce, all'ultimo posto, nell'elenco delle Sibille a lui note:
(Varrone in Lattanzio Divinae institutiones 1.6.3.)
Sulla Sibilla Tiburtina, oltre a Orazio e Tibullo, viene citato di solito anche Virgilio: 
(Aeneis 7.83)
 ed il conseguente commento di Servio Mario Onorato: 
(Commentarius in Aeneidem 7.83.)
Infinite discussioni ha provocato il termine Albunea, tanto che qualche commentatore identificò erroneamente la sede della Sibilla Tiburtina nella zona delle Acque Albule (l'attuale Tivoli Terme, già Bagni di Tivoli). Non è però possibile che l'Albunea citata da Virgilio sia quella divinità oracolare che aveva dimora nell'acropoli di Tivoli e che fu vista come Sibilla (mancano le esalazioni solforose) e nemmeno identificabile nella zona delle Acque Albule, perché vi è troppa distanza tra le stesse ed il territorio del re Latino (il rex ricordato da Virgilio) ed è verosimile allora che Albunea, in questo caso, sia una selva posta nel territorio di Lavinio.

## Leggenda e riferimenti letterari

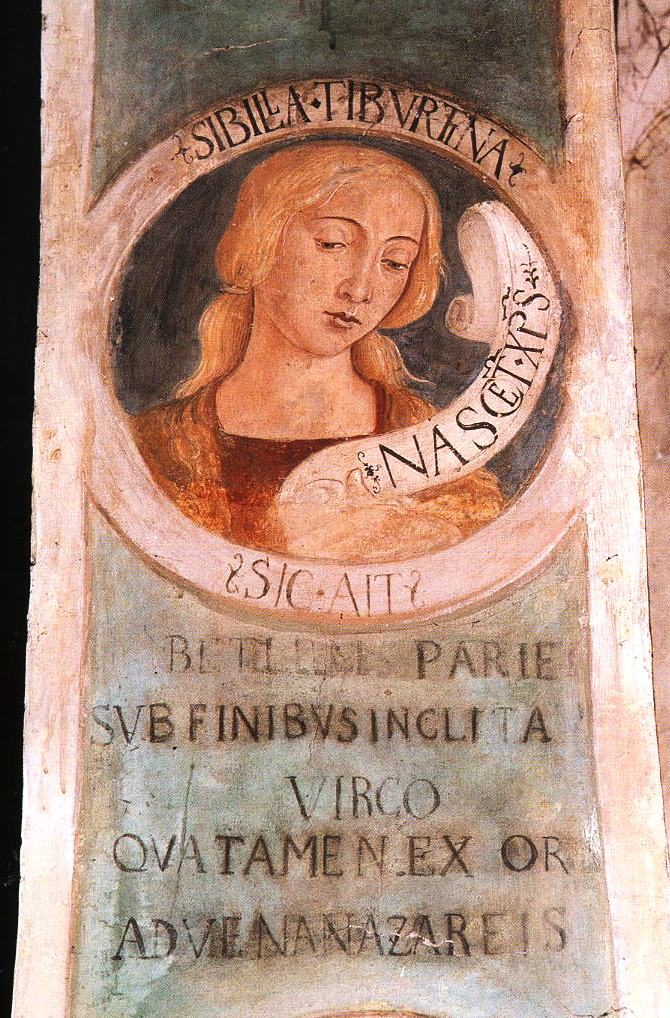
Sibilla Tiburtina, 1483, affresco nella Chiesa di S. Giovanni Evangelista a Tivoli.

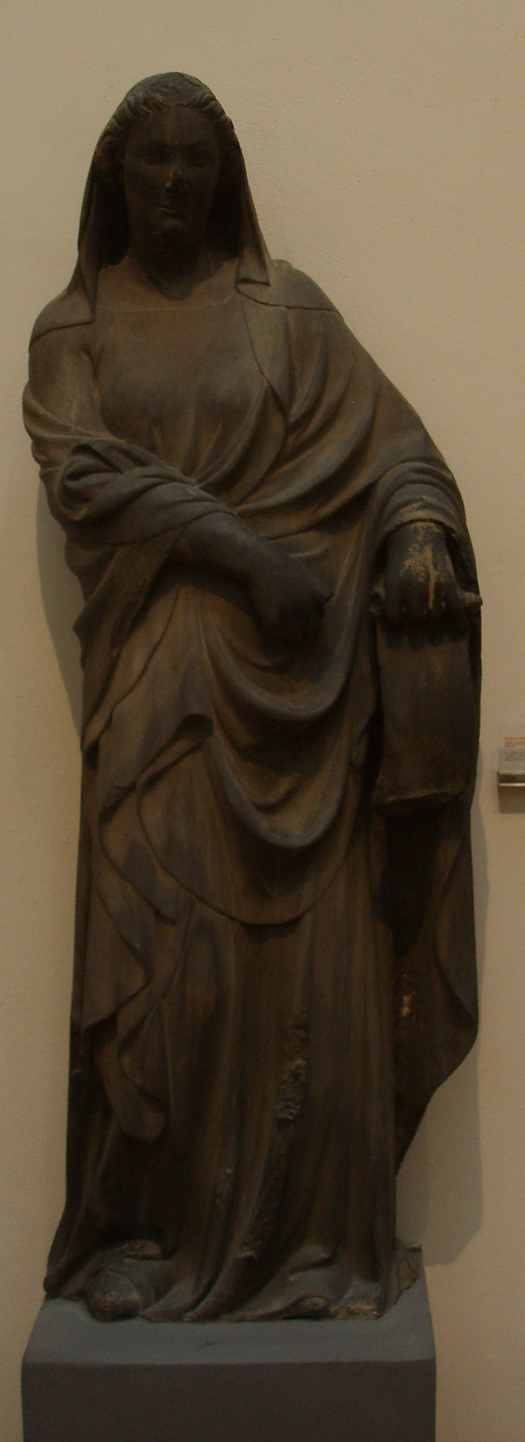
Sibilla Tiburtina, di Nino ed Andrea Pisano, 1337-1341, Museo dell'Opera del Duomo, Firenze.

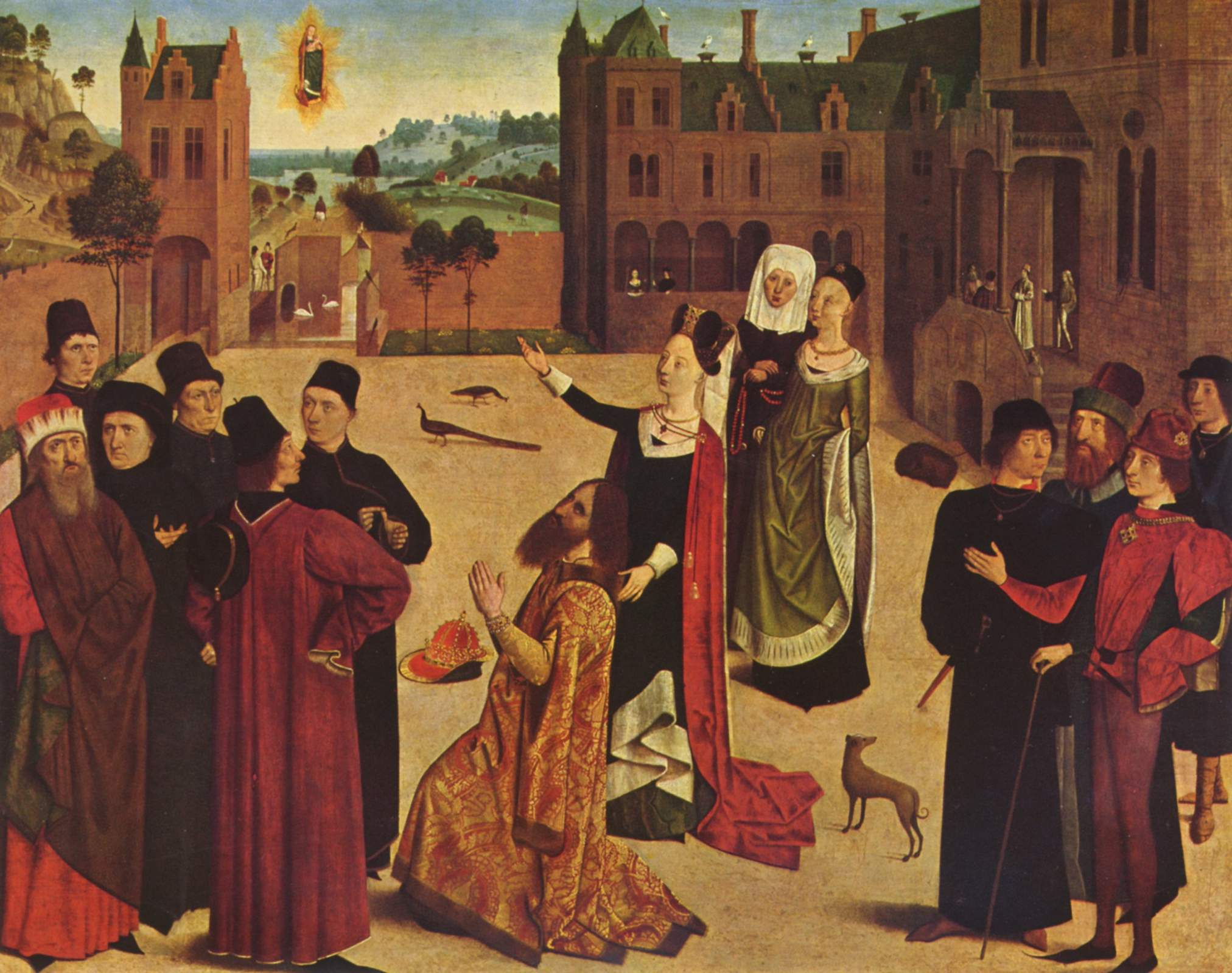
L'imperatore Augusto e la Sibilla Tiburtina, del "Maestro della Sibilla Tiburtina", 1476, Städel Museum, Francoforte sul Meno.

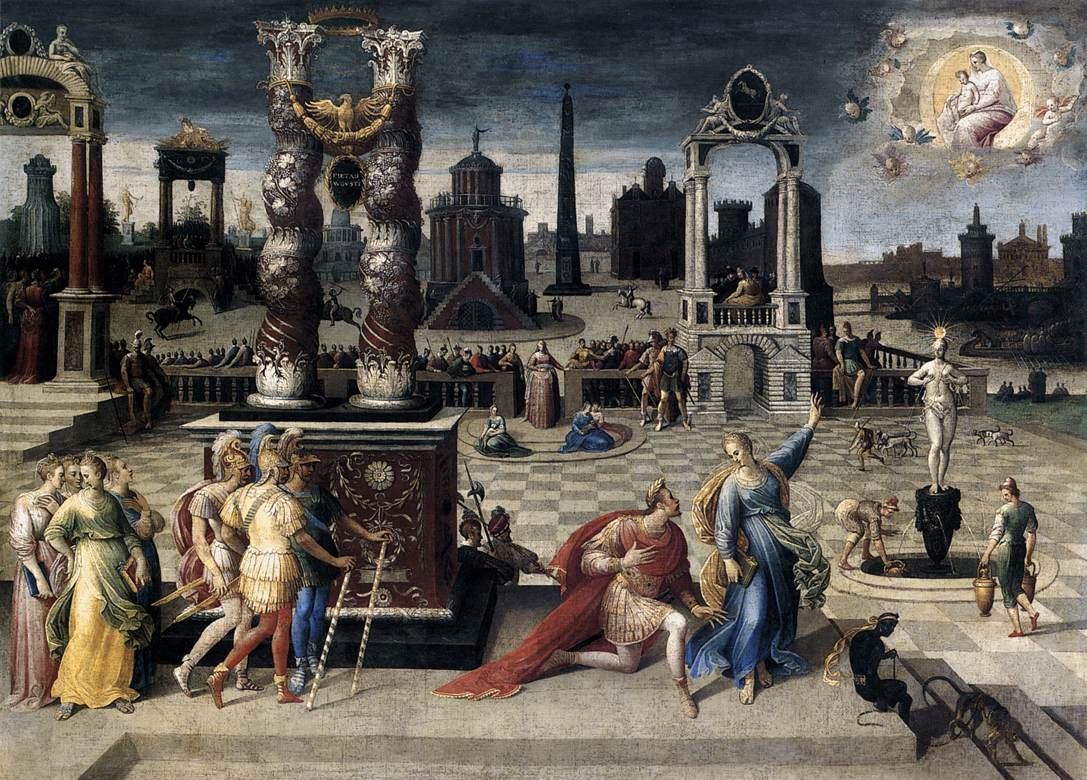
La Sybille de Tibur, di Antoine Caron, 1575-1580, Museo del Louvre

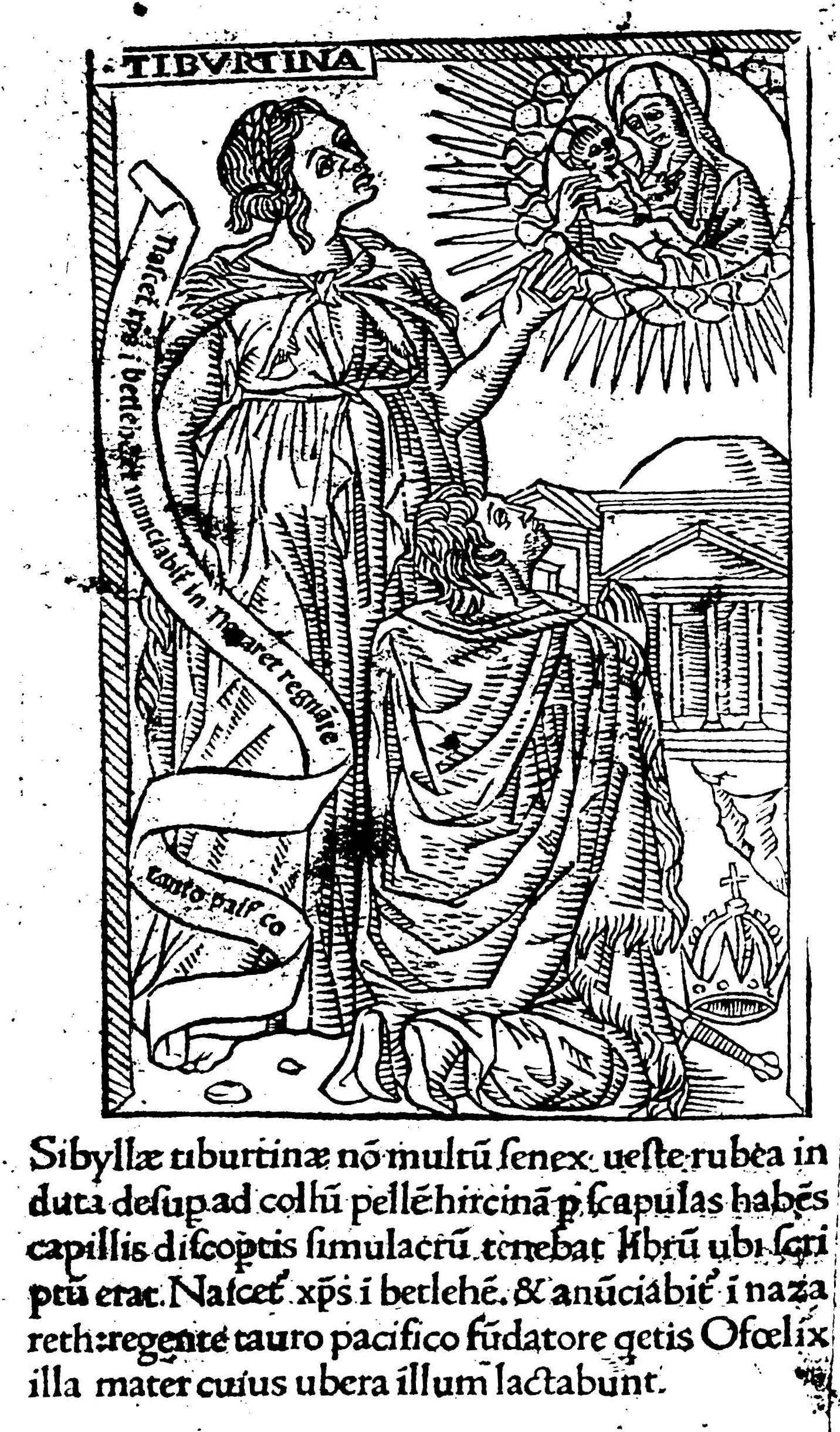
Sibilla Tiburtina, da Discordantiae Sanctorum doctorum Hieronymi et Augustini et alia opuscola di Filippo Barberi (Philippus Siculus), Roma 1481.

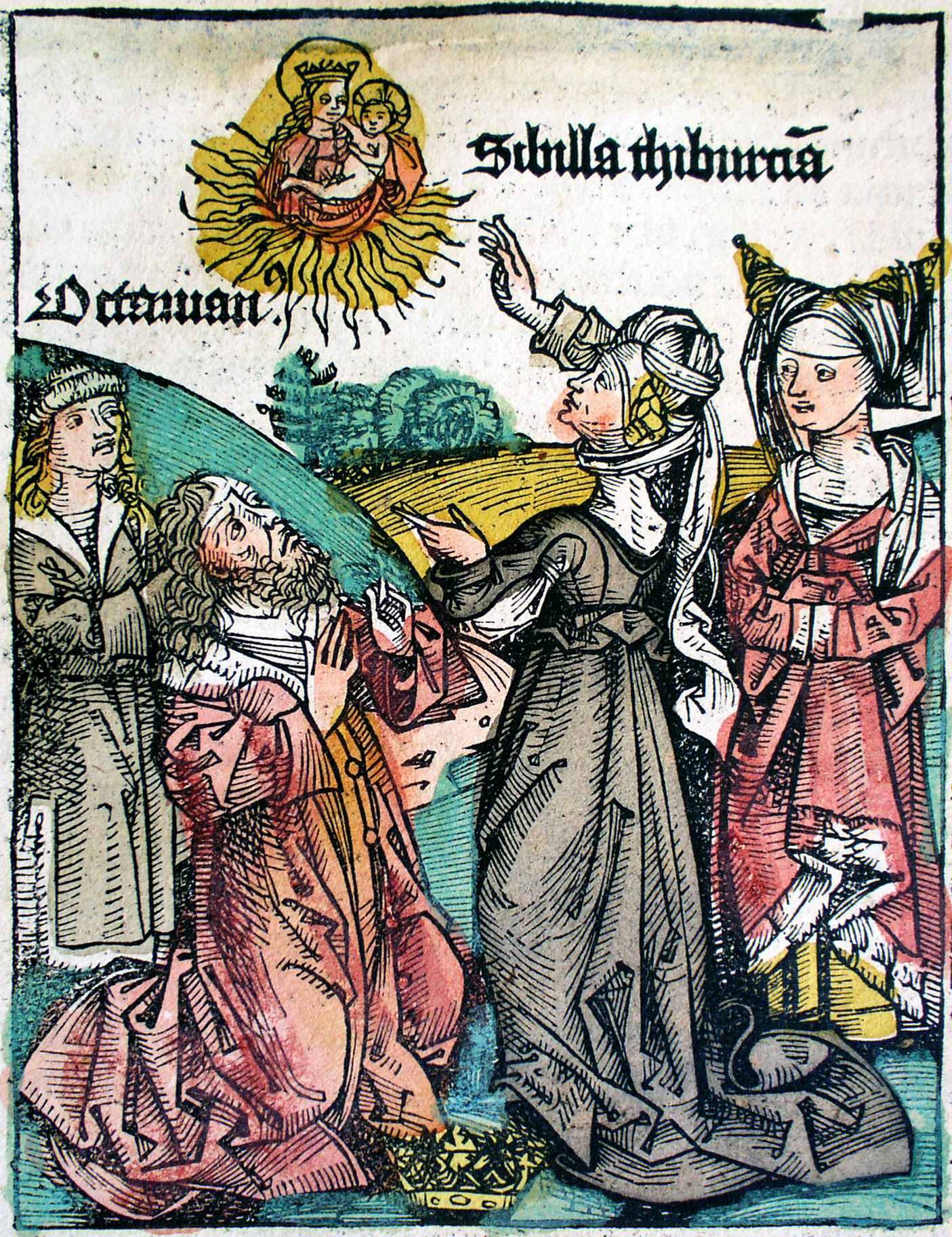
La Sibilla Tiburtina e l'imperatore Augusto nelle Cronache di Norimberga.

Gli studiosi moderni non avrebbero problemi ad attribuire i libri esistenti alle Sibille della lista varroniana, fatta eccezione per l'oracolo della decima Sibilla, la Tiburtina. Tale oracolo si presenta in un manoscritto separato fuori dal corpo principale, probabilmente composto dopo la fondazione di Costantinopoli e quindi lontano dalla conoscenza di Lattanzio.
Il testo è inserito nella redazione greca della profezia attribuita alla Sibilla Tiburtina, conosciuto inizialmente solo in redazioni latine ed orientali. La profezia della Tiburtina, di genere apocalittico, è l'interpretazione di un misterioso sogno, riguardante nove soli diversi per aspetto e colore, fatto da cento senatori romani, i quali ne chiesero spiegazione alla Sibilla, che le versioni latine identificano appunto con la Tiburtina. Fino alla metà del secolo scorso il testo era conosciuto esclusivamente attraverso le rielaborazioni medievali in lingua latina, databili tra la metà del XI e l'inizio del secolo XVI, fitte di modifiche sia riguardanti la successione, via via aggiornata, dei sovrani e degli imperatori occidentali, sia il cosiddetto Sibylline Gospel, ovvero la spiegazione del IV sole, che rappresenta l'età del mondo in cui si colloca la nascita di Cristo. Erano note due principali versioni latine del vaticinium: la prima si ritrova nel testo pubblicato da E. Sackur nel 1898, che per tale edizione si servì di sei manoscritti di cui il più antico pervenutoci, è datato al 1047, e una delle due versioni a stampa a nostra disposizione, è quella attribuita al venerabile Beda, ristampata da Jacques Paul Migne tra gli opera dubia et spuria, e che con poche varianti figura anche in Goffredo da Viterbo, la seconda è il Vaticinium Sibyllae, riportato in un manoscritto dell'XI-XII secolo che fu pubblicato da Unsiger nel 1870. Il testo greco della Tiburtina fu scoperto nel 1949 da Silvio Giuseppe Mercati, ma è merito del professor Paul J. Alexander dell'università del Michigan averne curato l’editio princeps con notevole impegno scientifico. Esaminando la redazione greca dell'oracolo, si accerta che risale ad una redazione sicuramente anteriore; gli studiosi sono d'accordo nel ritenere che risalisse alla fine del IV secolo, ma che già prima del 390 circolasse in occidente una versione latina.
L'autore potrebbe essere sia un sibillista cristiano del 500 circa o un orientale di cultura greca, forse originario della Siria. L'autore sibillista, come nelle redazioni latine ed orientali, finge che la Sibilla, spieghi a cento Senatori romani il significato dei dieci soli (secondo la versione greca, mentre la latina ne menziona nove), visti in sogno da ciascuno di loro. Ogni sole corrisponde ad un periodo storico, il decimo segnerà la fine del mondo e l'inizio del regno messianico escatologico. È certo che si tratti di una finzione, tipica della letteratura apocalittico giudaica.
Nella versione latina del testo, Albunea, arsa di furore profetico, aveva annunziato pene ai malvagi e premi ai buoni, nelle sue peregrinazioni per il mondo, sconvolgendo con le sue profezie terre lontane come l'Asia, la Macedonia e la Cilicia. La sua fama indusse il Senato romano ad invitarla a Roma. Giunta nella capitale dell'impero, stupì tutti per la sua bellezza, resa superba dalla divinità. Si presentarono al suo cospetto cento Senatori perché interpretasse il sogno fatto da tutti contemporaneamente. La Sibilla invitò i Senatori a seguirla sull'Aventino (fra gli ulivi del Campidoglio nel testo greco). Questi avevano sognato nove soli diversi tra loro sia nella grandezza che nella forma: il primo inondava di luce tutta la terra; il secondo, di maggiori dimensioni emanava luce ultraterrena; il terzo balenava luci sanguigne; il quarto rappresentava la quarta generazione del tempo di Cristo; il quinto sole univa l'elemento tenebroso (sangue) a quello luminoso; il sesto privo di luce conteneva un aculeo come di scorpione; il settimo era solcato da una spada sanguinante; l'ottavo, enorme, racchiudeva un nucleo di sangue ed infine il nono, nero e tenebroso come gli altri, veniva attraversato da un folgorante raggio luminoso.
La Sibilla Tiburtina interpretò i soli come generazioni future. La prima generazione sarebbe stata tranquilla, libera e sapiente; la seconda religiosa, pura; nella terza sarebbero iniziate guerre funeste a Roma; la quarta, popolata da increduli, avrebbe visto nascere la Vergine, il suo futuro sposo Giuseppe e il figlio Gesù. Albunea afferma inoltre, mentre descrive questo sole, che Dio è uno e chi crede avrà la vita eterna; la quinta generazione vedrà l'espugnazione di Gerusalemme; la sesta generazione sarà tenebrosa, infausta e piena di guerre; la settima vedrà due regnanti che perseguiteranno la terra giudea; l'ottava vedrà il decadere di Roma; nella nona età i principi romani corrotti saranno la rovina di molti; in quest'ultima generazione sono indicati i diversi regnanti medievali (secondo l'età e la provenienza dei manoscritti le liste dei regnanti presentano le aggiunte più disparate).
La Sibilla indicò i sovrani con la sola iniziale di ciascun nome, per ognuna delle nove età, e tra questi, nel testo greco, si rivolge soprattutto all'impero bizantino.
Dopo l'ultimo sovrano (che viene citato dal manoscritto più antico, quello dell'Escuriale del 1047) Enrico III il Nero della dinastia salica, Rex Romanorum dal 1039 al 1056, e dal 1046 Imperatore del sacro Romano Impero, la Sibilla dichiara che giungerà il figlio della perdizione, l'Anticristo, che ucciderà Enoc, nipote di Adamo, particolarmente vicino a Dio ed Elia, profeta dell'antico testamento, mandati ad annunciare l'avvento del Signore. Secondo la tradizione cattolica, entrambi sarebbero tornati in vita per volere di Dio, che ucciderà l'Anticristo per mezzo dell'Arcangelo Michele ed infine si giungerà al giudizio universale.
È con questa allusione alla fine del mondo che si chiude la profezia della Sibilla Tiburtina, anche se nella versione della Tiburtina edita da Sackur, dopo aver introdotto al giudizio finale, la Sibilla intona il Judicii signum tellus sudore madescet, che rappresentava in occidente l'oracolo sibillino per eccellenza, grazie all'autorevolezza conferitagli da S. Agostino, vescovo di Ippona, che lo aveva riportato nel suo De civitate dei, pur se attribuendolo alla Sibilla Eritrea.
Delle Sibille e delle loro predizioni hanno tenuto conto i Padri della chiesa, soprattutto riguardo ai divini misteri trattati dalla Sibilla Tiburtina, quali l'incarnazione, morte e resurrezione di Gesù Cristo e il Giudizio universale.
Nella seconda metà del IV secolo apparve dunque in oriente una profezia sibillina ambientata a Roma, che ha avuto ampia diffusione anche in occidente, dove è stata tradotta in latino e dove, lungo i secoli, è stata oggetto di varie riscritture. Più di un centinaio sono i manoscritti noti che ne conservano il testo, che fu ricopiato ininterrottamente dall'XI fino agli inizi del XVI secolo.
Le maggiori versioni latine furono prodotte tra l'XI e il XII secolo.
Gli oracoli sibillini godettero dunque di grande diffusione nel Medioevo. Nella tradizione greca non si parla mai esplicitamente della Sibilla Tiburtina; tuttavia, come accennato, la veggente pronunzia il suo oracolo a Roma: la profetessa rivela ad Augusto l'avvento prossimo del figlio di Dio. Di questo celeberrimo racconto, sono note due differenti versioni, una diffusa in oriente e l'altra in occidente. Nella versione orientale, attestata nel VI secolo dal Chronicon di Giovanni Malalas, autrice della rivelazione non è una Sibilla, bensì la Pizia: è a lei, infatti che si sarebbe rivolto Augusto per conoscere il nome del proprio successore. La sacerdotessa di Apollo, simbolo di tutti gli oracoli pagani, ridotti al silenzio dall'avvento di Cristo, avrebbe detto all'imperatore di allontanarsi dagli altari, perché un fanciullo ebreo le imponeva ormai di tornarsene nell'Ade. L'imperatore avrebbe in seguito eretto un altare sul Campidoglio dedicato al figlio di Dio.
Il venerabile Beda (672 - 735 d. C.), invece, attesta nella sua opera che tale oracolo fosse attribuito alla Sibilla Tiburtina e non alla Pizia.
Tra i testi che riportano la versione occidentale dell'oracolo, vanno ricordati i Mirabilia Urbis Romae, risalenti alla metà del XII secolo; nel capitolo undici di questo testo, Augusto si sarebbe rivolto non alla Pizia, ma ad una Sibilla, identificata come la Tiburtina, per consultarla in merito alla proposta dei senatori di tributargli onori divini e dopo tre giorni la Sibilla avrebbe pronunciato l'oracolo Judicii signum.

Nella biografia di Ottaviano Augusto si riferisce appunto della predizione fatta dalla Sibilla Tiburtina all'imperatore che, essendo stato osannato dal popolo con l'appellativo di Divus, le chiese se fosse opportuno farsi venerare al pari di una divinità. La Sibilla sottopose l'imperatore ad un digiuno di tre giorni al termine del quale gli svelò il vero Dio, al quale Augusto dedicò un sacrificio, il primo compiuto al vero Dio dal primo dei pagani. L'ara usata diede il nome alla Chiesa detta appunto dell’Ara coeli (altare del cielo). A ricordo dell'evento, per molti secoli, i francescani della Chiesa portavano in processione un'insegna della Sibilla che indicava un cerchio all'interno del quale era rappresentata la Vergine con il bambino in grembo. Tale rappresentazione sarà di grande uso nell'iconografia medievale come specificheremo in seguito. I francescani cantano tuttora tali versi: Stellato hic in circulo Sibyllae tunc oraculo, te vidit, Rex in coelo durante le feste di Natale.
La leggenda godette di enorme fortuna: ad essa si riferisce un sermone sulla Natività di papa Innocenzo III (1198-1216) . Nel XII secolo, nei Cronica imperatorum, la Sibilla Tiburtina figura sia come la profetessa della leggenda dell'Ara coeli, sia come l'interprete del sogno dei nove soli.
Tra l'XI e il XII secolo, è attestata la confluenza, sulla figura di una Sibilla chiamata Tiburtina, di tre diverse tradizioni profetiche: il sogno dei nove soli, l'acrostico sul Giudizio Finale e la profezia della nascita di Cristo.

## Riferimenti nell'arte

### Pittura
- La Sibilla Tiburtina con Sibille e Profeti nell'Abbazia di Sant'Angelo in Formis (XIII secolo).
- La Sibilla Tiburtina è ritratta, nell'affresco realizzato dal Perugino, con altre cinque nella sala dell'udienza nel Nobile Collegio del Cambio a Perugia
- La Sibilla Tiburtina e l'imperatore Augusto nella pala d'altare di Konrad Witz, 1435, nel Musée des Beaux-Arts di Dijon (Digione).
- La Sibilla Tiburtina, con le altre undici, nella Casa Romei a Ferrara, 1450.

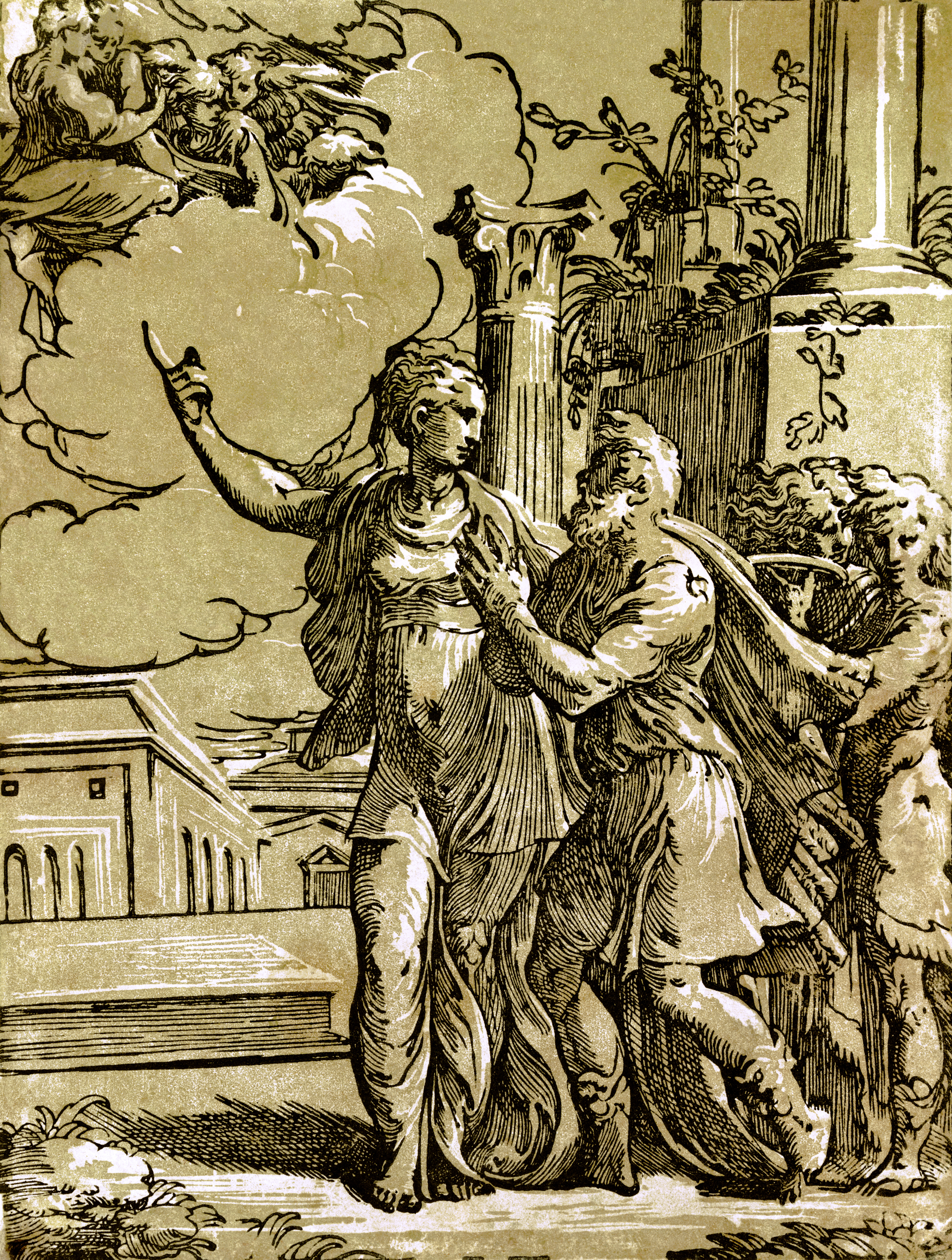
La Sibilla Tiburtina e l'Imperatore Augusto, incisione di Antonio da Trento.

- L'imperatore Augusto e la Sibilla Tiburtina, 1476, tecnica mista su legno, opera del cosiddetto "Maestro della Sibilla Tiburtina", pittore olandese attivo tra il 1468 ed il 1495, Städel Museum, Francoforte sul Meno.
- La Sibilla Tiburtina e l'imperatore Augusto, fronte dell'arco della Cappella Sassetti in Santa Trinita a Firenze, opera di Domenico Ghirlandaio, 1480 circa.
- La Sibilla Tiburtina con le Sibille Cumana, Libica e Delfica nella volta della Cappella Carafa nella basilica di Santa Maria sopra Minerva a Roma, opera di Filippino Lippi (1488-1493).
- La Sibilla Tiburtina, Cappella Marciac, Chiesa di Trinità dei Monti, Roma, secolo XVI (post 1540), opera di un anonimo.
- La Sibilla Tiburtina e l'imperatore Augusto, pala dell'altare maggiore della chiesa di Santa Maria in Araceli a Vicenza, opera del pittore Pietro Liberi.
- La Sibilla Tiburtina, con le altre undici, negli affreschi della cattedrale di Santo Stefano di Passavia in Germania, opera (1682-1684) del pittore Carpoforo Tencalla (1623-1685).

### Incisioni
- La Sibilla Tiburtina e l'imperatore Augusto nelle Discordantiae Sanctorum doctorum Hieronymi et Augustini et alia opuscola di Filippo Barberi (Philippus Siculus), Roma, 1481.
- La Sibilla Tiburtina e l'imperatore Augusto nelle Cronache di Norimberga (Liber Chronicarum o Die Schedelsche Weltchronik), 1493.
- La Sibilla Tiburtina e l'Imperatore Augusto, incisione di Antonio da Trento (prima metà del XVI secolo).

### Sculture
- La Sibilla Tiburtina di Nino ed Andrea Pisano, 1337-1341, fino al 1464 sulla facciata ovest del campanile di Giotto a Firenze, spostata quindi sul lato ovest, ora nel Museo dell'Opera del Duomo, sostituita sulla facciata da una copia, come le altre statue e le formelle.
- Sibilla Tiburtina (1483), parte del complesso a tarsie marmoree del pavimento del Duomo di Siena.
- Loreto, rivestimento marmoreo della Santa Casa: statua della Sibilla Tiburtina scolpita da Giovanni Battista della Porta (1572-76)